# Gerson Lehrman Group
Gerson Lehrman Group (GLG) es una plataforma de aprendizaje profesional que facilita la colaboración entre clientes y profesionales de ramas especializadas a través de una red de profesionales.
La compañía fue fundada en 1998 y es propiedad de la firma de capital privado Silver Lake Partners y Bessemer Venture Partners. La sede se encuentra en Nueva York y la compañía tiene 22 oficinas en todo el mundo, con operaciones regionales en las Américas, Europa, Australia, Asia y Medio Oriente.
Su red incluye más de 400 mil profesionales que educan y comparten ideas a clientes a través de una variedad de métodos de asesoría, incluyendo las consultas telefónicas, encuestas, reuniones en persona, estudios de mercado, informes escritos, seminarios y grupos de discusión, entre otros.
Sus clientes son principalmente empresas de Servicios Financieros  (fondos de cobertura, fondos de capital privado, bancos de inversión), consultorías estratégicas, corporaciones y organizaciones sin fines de lucro.
Los expertos de la red GLG incluyen presidentes y ejecutivos de grandes compañías globales, expresidentes y exministros de Estado, ganadores del premio Nobel, médicos, científicos, ingenieros, abogados y otros profesionales de todo el mundo.

## Orígenes
Gerson Lehrman Group fue fundada por Thomas Lehrman y su compañero de posgrado en la Facultad de Derecho de Yale University Mark Gerson, que había trabajado con el fondo de cobertura Tiger Management en Nueva York.
Inicialmente financiado por un grupo de amigos y familia cercanos,  la compañía comenzó como una empresa de investigación que publicaba estudios de mercado para inversionistas institucionales, un negocio que fue rediseñado un año después, cuando se decidió ofrecer un servicio para conectar clientes con consultores independientes.

## Modelo de Negocio
GLG opera un servicio en línea que permite a los clientes consultar y colaborar con los profesionales de diversos sectores y disciplinas de todo el mundo. Los clientes trabajan con los gestores de la investigación de GLG que, con la ayuda de herramientas  y de cumplimiento, identifican y conectan al cliente con un experto del tema de interés. GLG conecta a clientes con los expertos relevantes a través de:
- consultas telefónicas
- encuestas
- eventos educativos
- informes escritos
- reuniones en vivo, incluyendo seminarios, mesas redondas, clases magistrales y visitas privadas
- viajes de investigación y cumbres

## Lectura recomendada
- "Linking expert mouths with eager ears", The Economist, 16 de junio de 2011.
- "Hedge Funds Keep Watch on Washington" by David Bogoslaw, BusinessWeek, 22 de septiembre de 2009
- "Hedge Funds Look to Policy Experts to Decode Washington" New York Times DealBook, 23 de septiembre de 2009
- "Information Have and Have Nots" by L. Gordon Crovitz, The Wall Street Journal, 22 de septiembre de 2008
- "Network of 200,000 experts provides IP evaluations" by Steve Lewis, Intellectual Property Marketing Advisor, 4 de noviembre de 2008
- "Midnight Thoughts on Gerson and Credit Suisse" Integrity Research Associates, 11 de septiembre de 2008
- "Credit Suisse analysts gain access to expert network" by Anette Jonsson, Finance Asia, 16 de septiembre de 2008
- "Want Our Stock Researchers? Pay Up!" by Aaron Lucchetti, The Wall Street Journal, 10 de septiembre de 2008

- Datos: Q5553140